# Stefan Höck
Stefan Höck (* 10. Mai 1963 in Benediktbeuern) ist ein früherer deutscher Biathlet.
Stefan Höck hatte seine beste Zeit als Biathlet in der Mitte der 1980er Jahre. Erste Rennen im Biathlon-Weltcup bestritt er 1985 in Antholz, im Sprint gewann er als 14. erste Weltcuppunkte. Erfolgreich verliefen die Olympischen Winterspiele 1988 in Calgary. Höck wurde 26. im Sprint und gewann an der Seite von Ernst Reiter, Peter Angerer und Fritz Fischer Silber im Staffelrennen. In der Saison 1987/88 erreichte er in Ruhpolding als Zehnter eines Einzels erstmals eine Top-Ten-Platzierung. Das folgende Sprintrennen gewann er. Nach der Saison beendete er seine Karriere.

## Biathlon-Weltcup-Platzierungen
| Platzierung                                              | Einzel | Sprint | Verfolgung | Massenstart | Staffel | Gesamt |
| -------------------------------------------------------- | ------ | ------ | ---------- | ----------- | ------- | ------ |
| 1. Platz                                                 |        | 1      |            |             |         | 1      |
| 2. Platz                                                 |        |        |            |             | 1       | 1      |
| 3. Platz                                                 |        |        |            |             |         |        |
| Top 10                                                   | 1      | 2      |            |             | 1       | 4      |
| Punkteränge                                              | 2      | 4      |            |             | 1       | 7      |
| Starts                                                   | 4      | 5      |            |             | 1       | 10     |
| Stand: Karriereende, Daten möglicherweise nicht komplett |        |        |            |             |         |        |